# 守屋義之
守屋 義之（もりや よしゆき、1867年7月18日〈慶応3年6月17日〉 - 1938年〈昭和13年〉1月20日）は、日本の実業家。広島電気、島根電力各社長。広電証券、太田川水力電気各代表取締役。瀬戸内海横断電力取締役。電気協会中国支部長。広島商工会議所会頭。中国財界の有力者であった。

## 経歴
広島県安芸郡府中村（現・府中町）生まれ。守屋棟蔵の長男。生家は土地の旧家・素封家として知られたが、父・棟蔵に至り家産はほとんど尽きた。
7歳の時に小学校に入学した。それから11歳の1月までは通学していたが、3月には卒業も出来るという際どい時に祖父・貞次の死亡によって急に農事を手伝わねばならぬ事となり、小学校を中途退学した。昼間は農事にいそしみ、夜は土地の三宅神官や原田医師などについて専ら漢学の勉強に努め四書五経、その他国史略、日本外史、十八史略を習った。
家事手伝いのかたわら勉学甚だ努め、18歳の頃広島県巡査試験に合格したが、歳が未だ至らなかったため採用の途なく、広島郵便局配達人となる。21歳の頃に再び巡査試験を受けて合格し、月給6円の巡査を拝命する。
加計、府中と転勤し、巡査教習所助教となる。警部に任ぜられる。明治法律学校（現・明治大学）に学び、1902年に法科を卒業した。1908年、官を辞して以来実業界の人となる。
呉電気鉄道支配人として入る。広島呉電力支配人だったが同社が広島電灯と合併し、広島電気が成立すると常務取締役に就任し、ついで副社長に挙げられた。社長となり、1937年に多年副社長として女房役をつとめていた鈴川貫一に椅子を譲るまで15年間第一線に立って社業の運営に当たった。

## 人物
処世の信条は、「一人一業主義」。地味で堅実な人であったが、事業経営に対しては非常に積極的で信念もあり、社長就任以来「一人一業主義」を守って一切他の事業に関係せず鋭意専念、広島電気の発展につとめた。広島電気の業績確立と発展は、守屋の奮闘努力と信念的経営に負うところが多かった。
1914年、父退隠の後を承け家督を相続した。1928年、御大典記念として広島県安芸郡府中村へ奨学資金1万106円を寄付したために紺綬褒章を下賜される。
著書には『警官処世訓』がある。宗教は仏教。住所は広島市白島九軒町、同市段原町、本籍は広島県安芸郡府中村。

## 栄典
- 1928年9月24日 - 紺綬褒章[15]
  - 1928年7月、御即位御大典記念広島県安芸郡府中村奨学資金として広島電気株式会社株券163株を寄付する[15]。

## 家族・親族
守屋家
家系について、『我等が先輩』によると「その祖先は清和源氏から出て、本家の濱田屋の墓碑によれば、初代は建長5年に没したことになっている。守屋家はその濱田屋から分家したもので、義之から逆算して七代前であり、茂助と呼んだ。それから数代を経て喜平、貞次、棟蔵となった。分家してから数代の間はかなりの素封家であったものが、喜平以来は家産が大いに傾きわづかに一町歩程の田地を有するに過ぎず、先祖から伝わるものとしては真宗の御文章と屏風くらいのものであった。しかし小作人たるには至らず、正月の万歳のごときも一番先に敬意を表して来る程には家名も維持されていた。」という。
- 祖父・貞次[3]
- 父・棟蔵（1851年 - ?）[7][14]
- 母・ユカ（1849年 - ?、広島、山根庄蔵の長女）[7]
- 弟・亀吉（1874年 - ?、分家）[5]
  - 同妻・ヤエ（1886年 - ?、広島、三原清兵衛の妹）[5]
- 妹
  - タツ（広島、古江新平の妻）[5]
  - トキ（広島、古堀玉次郎の妻）[5]
  - カツノ（広島、富山卯之助の妻）[5]
- 妻・リウ（1875年 - ?、広島、阿部武兵衛の二女）[2][7]
- 長女・義子（1896年 - ?、広島、新見芳太郎の妻）[7]
- 長男・義直[7]（1900年 - ?、島根電力取締役、瀬戸内海横断電力[6]、広島電気各監査役[16]）
  - 同妻・久子（1905年 - ?、広島、冬城研介の四女）[2][13]
  - 同長男（1927年 - ）[5]
  - 同長女（1929年 - ）[13]
  - 同二男（1933年 - ）[13]
- 二女・義枝（1904年 - ?、岡山、谷野早人の妻）[7]
- 二男・義麿（1907年 - ?）[7]
- 三男・茂義（1914年 - ?）[7][6]
- 孫[7]

親戚
- 冬城研介[17]（三井銀行支店員[18]）